# هاپور

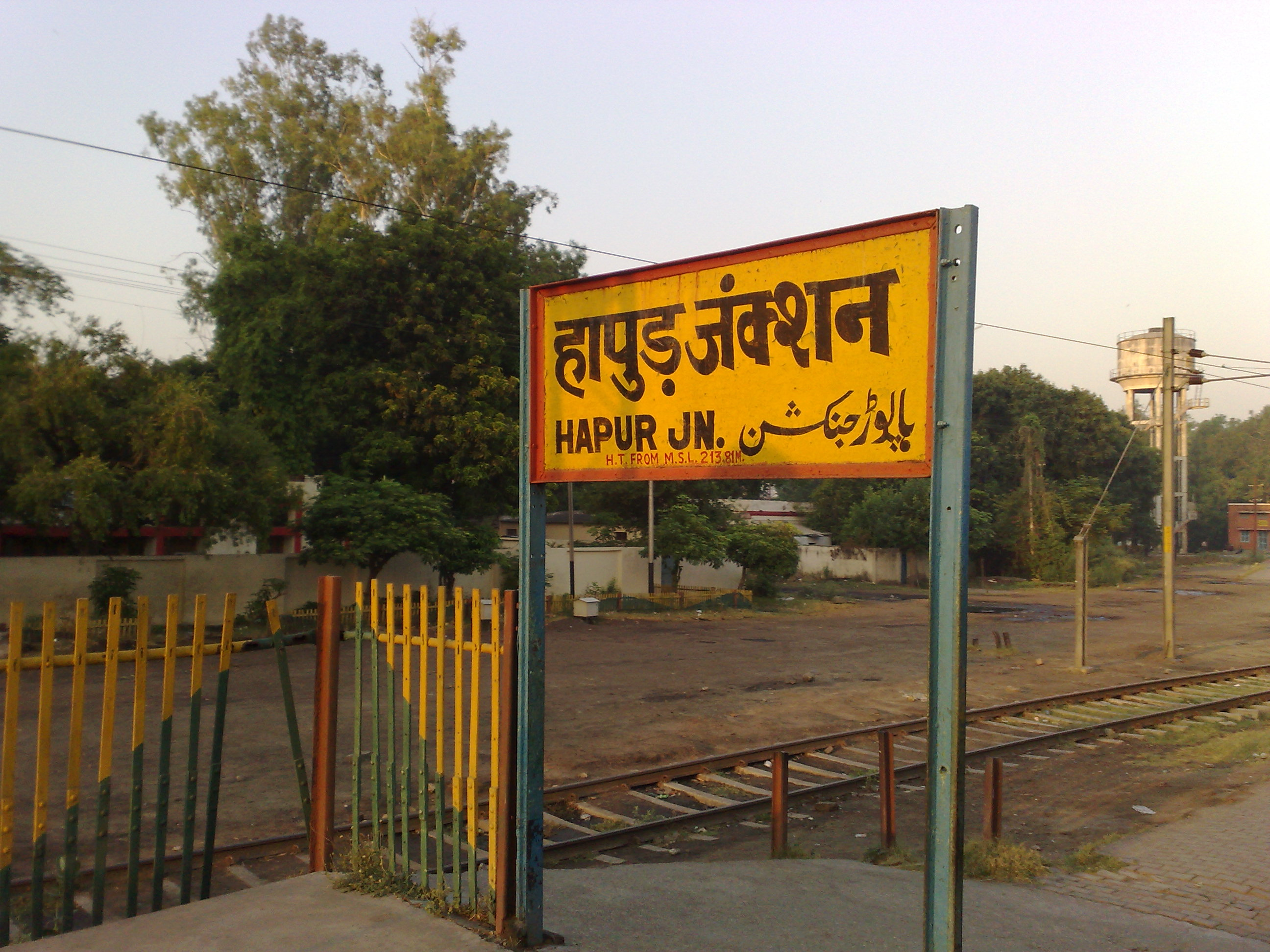
شهر هاپور در هند

شهر هاپور (به انگلیسی: Hapur) با جمعیت ۲۷۷٫۱۴۰ نفر در ایالت اوتار پرادش در کشور هند واقع شده‌است.